# Acratóforo
Acratóforo es también un sobrenombre de Baco.
Acratóforo (en griego: akratophóros" - ἀκρατοφόρον, en latín: acratophorum) era una vasija o cubo usado por los griegos y romanos que contenía el vino puro antes de añadirle agua en las cráteras o receptáculos destinados a este objeto.
Lo demuestra un pasaje de Julio Pólux, citado por Edmond Saglio, en el cual aquel gramático asimila el acratophorum al psictero y al dinos, porque estos vasos son análogos entre sí por su destino; también se confunden con el kalathos, el lepesta, el galeota y el sinus, especies distintas de vasos que sólo se diferencian por su forma, ya que no por el servicio que de ellos se hacía. Los había de todas las materias, ofreciéndose también como exvotos en los templos.
Los que se han encontrado en los monumentos vienen a ser unos cubos grandes, sin pie, anchos por la boca, estrechándose a veces por su base, que a veces es plana, como el que lleva sobre la espalda un vendimiador que figura en una pintura descubierta en Pompeya en actitud de acarrear uvas a la prensa; parece ser de barro cocido. En un jarrón del museo etrusco del Vaticano figura, entre las pinturas que lo decoran, un sátiro que lleva un acratóforo al hombro, cuya parte inferior es esférica.
La palabra griega acratóforo fue aceptada por los latinos como otras muchas. Varrón, hablando de vinicultura, aplica este vocablo a un jarrón o cubo usado para recoger el mosto que salía de la prensa y a los jarros con los que se llevaba y servía el vino en la mesa. Josefo cita algunos que figuraban en el tesoro de un templo.